# Vika Lusibaea
Vika Lusibaea est une femme politique salomonienne née le 28 juin 1964 aux Fidji.
Le 1er août 2012, elle est élue députée au Parlement national des Îles Salomon. Elle est la deuxième femme de l'histoire du pays à occuper ce rôle, 34 ans après l'élection d'Hilda Kari. Ce scrutin a lieu dans le cadre d'une élection partielle qui fait suite à la condamnation du précédent député. Ce député sortant, Jimmy Lusibaea, est le mari de Vika Lusibaea. Selon plusieurs observateurs, cela explique en grande partie son élection. Il reste très présent auprès de son épouse après l'élection de cette dernière, allant jusqu'à se fendre d'un communiqué indiquant qu'il n'autorisera pas sa femme à répondre aux interviews des médias internationaux dans lesquels il n'a pas confiance (Radio New Zealand International étant sa cible initiale). 
Elle se présente de nouveau lors des élections législatives salomonaises de 2014 mais n'est pas réélue.